# Thanatus schubotzi
Thanatus schubotzi är en spindelart som beskrevs av Embrik Strand 1913. Thanatus schubotzi ingår i släktet Thanatus och familjen snabblöparspindlar. Inga underarter finns listade i Catalogue of Life.